# Friedestrompreis

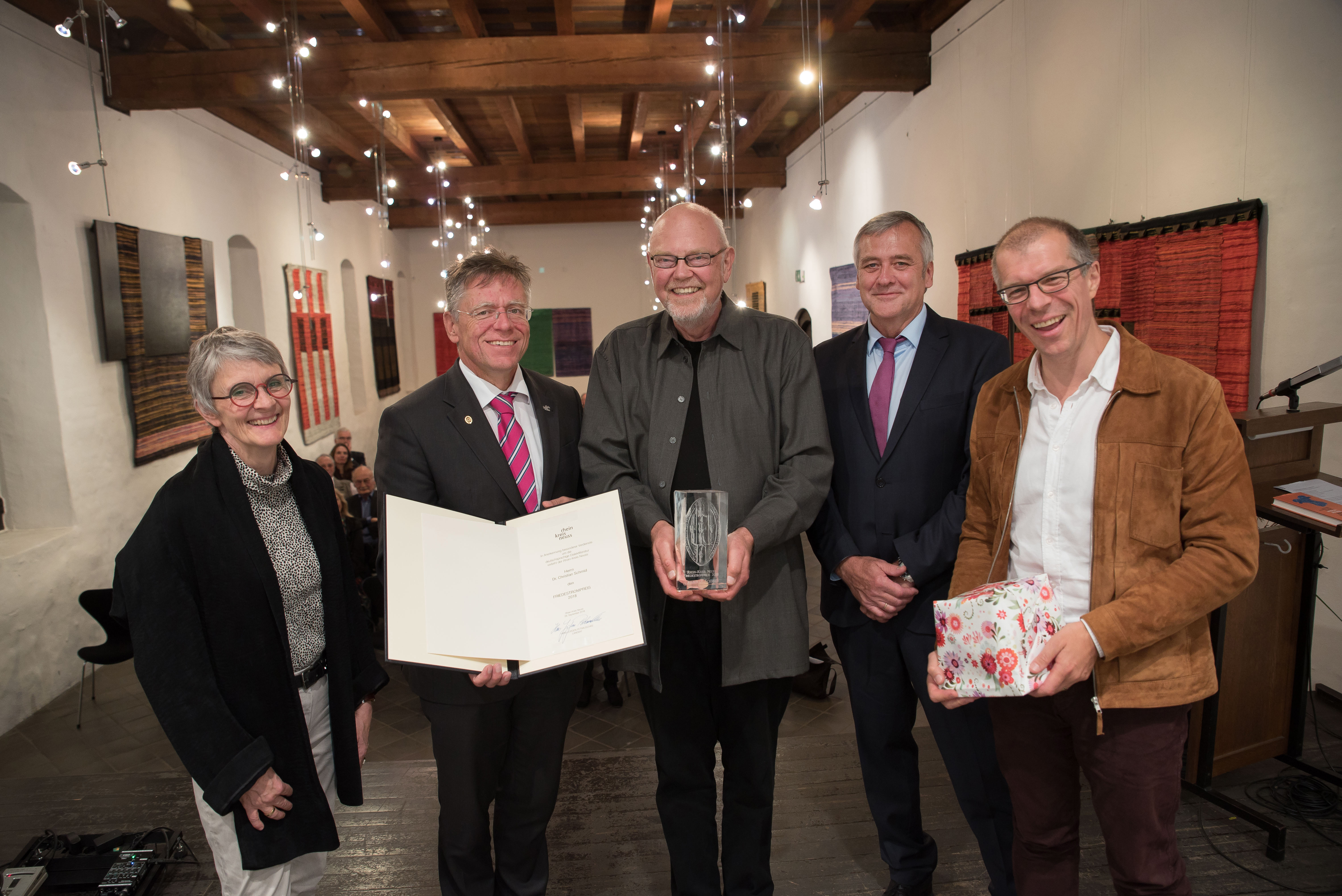
Friedestrompreisverleihung 2018, Gruppenbild der Preisträger und Preisgeber sowie Laudator v. l. n. r.: Eva Schmitt-Roth, Landrat Hans-Jürgen Petrauschke, Christian Schmid, Achim Thyssen, Laudator

Der Friedestrompreis ist ein Literaturpreis, der mit einem Preisgeld von 3600 Euro dotiert ist. Der Preis wird vom Internationalen Mundartarchiv „Ludwig Soumagne“ des Rhein-Kreises Neuss zweijährlich an Personen verliehen, die sich in besonderer Weise überregional um die deutschsprachige Dialektdichtung verdient gemacht haben.
Die Ehrung wird alle zwei Jahre in der Nordhalle des Kulturzentrums „Friedestrom“ im Dormagener Ortsteil Stadt Zons im Rhein-Kreis Neuss verliehen.
Benannt ist der Preis nach der gleichnamigen Burg, die Friedrich III. von Saarwerden in der Feste Zons errichten ließ.

## Preisträger
- 1986: Hans Haid[2]
- 1988: Walter A. Kreye
- 1990: Fernand Hoffmann[3]
- 1992: Julian Dillier[4]
- 1994: Hans Carl Artmann[5]
- 1996: André Weckmann[6]
- 1998: Friedrich W. Michelsen[7]
- 2000: Peter Pabisch[8]
- 2002: Konrad Beikircher[9]
- 2004: Gerhard Polt[10]
- 2006: Gerd Dudenhöffer[11]
- 2008: Wolfgang Niedecken[12]
- 2010: Ina Müller[13]
- 2012: Uwe Steimle[14]
- 2014: Emil Steinberger[15]
- 2016: Nominiert: Monika Gruber – wegen Nichterscheinens nicht vergeben[16]
- 2018: Christian Schmid[17]
- 2023: Hannes Wader[18]